# Wrong Number
«Wrong Number» es el trigésimo segundo sencillo de la banda británica The Cure. El sencillo fue lanzado en noviembre de 1997 y era la nueva canción incluida en el recopilatorio Galore, que contenía canciones entre 1987 y 1997.   Es la primera canción que la banda lanzó con el entonces futuro miembro de la banda Reeves Gabrels, aunque no era un miembro a tiempo completo en el momento de su lanzamiento.
Ha sido remezclada un gran número de veces, aunque la mayor parte de dichas remezclas no fueron publicadas hasta el lanzamiento de Join the Dots, en 2004.

## Video musical
Se lanzó un video musical, dirigido por Tim Pope y que presentaba a la banda tocando en un lugar con polvo por todas partes, Robert Smith casándose, caras flotando en el espacio y Robert rodeado por una serpiente.

## Lista de canciones
| Sencillo en CD Reino Unido y Australia |                                        |          |  |
| N.º                                    | Título                                 | Duración |  |
| 1.                                     | «Wrong Number» (Single Mix)            | 6:04     |  |
| 2.                                     | «Wrong Number» (Analogue Exchange Mix) | 4:52     |  |
| 3.                                     | «Wrong Number» (P2P Mix)               | 8:15     |  |
| 4.                                     | «Wrong Number» (Crossed Line Mix)      | 8:36     |  |
| 5.                                     | «Wrong Number» (ISDN Mix)              | 7:08     |  |

| Sencillo en CD Europa |                                            |          |  |
| N.º                   | Título                                     | Duración |  |
| 1.                    | «Wrong Number» (Single Mix)                | 6:04     |  |
| 2.                    | «Wrong Number» (Analogue Exchange Mix)     | 4:50     |  |
| 3.                    | «Wrong Number» (Digital Exchange Mix)      | 7:09     |  |
| 4.                    | «Wrong Number» (Dub Analogue Exchange Mix) | 5:35     |  |

| Sencillo en CD cardboard sleeve |                             |          |  |
| N.º                             | Título                      | Duración |  |
| 1.                              | «Wrong Number» (Single Mix) | 6:04     |  |
| 2.                              | «Wrong Number» (P2P Mix)    | 8:12     |  |

| Doble vinilo promocional de 12" |                                            |          |  |
| N.º                             | Título                                     | Duración |  |
| 1.                              | «Wrong Number» (Single Mix)                | 6:04     |  |
| 2.                              | «Wrong Number» (ISDN Mix)                  | 7:08     |  |
| 3.                              | «Wrong Number» (Digital Exchange Mix)      | 7:08     |  |
| 4.                              | «Wrong Number» (Dub Analogue Exchange Mix) | 5:34     |  |
| 5.                              | «Wrong Number» (Crossed Line Mix)          | 8:34     |  |
| 6.                              | «Wrong Number» (Engaged Mix)               | 6:31     |  |
| 7.                              | «Wrong Number» (P2P Mix)                   | 8:12     |  |

| CD promocional Reino Unido Test Pressing |                                            |          |  |
| N.º                                      | Título                                     | Duración |  |
| 1.                                       | «Wrong Number» (Single Mix)                | 6:01     |  |
| 2.                                       | «Wrong Number» (Analogue Exchange Mix)     | 4:50     |  |
| 3.                                       | «Wrong Number» (P2P Mix)                   | 8:12     |  |
| 4.                                       | «Wrong Number» (Crossed Line Mix)          | 8:34     |  |
| 5.                                       | «Wrong Number» (ISDN Mix)                  | 7:08     |  |
| 6.                                       | «Wrong Number» (Digital Exchange Mix)      | 7:08     |  |
| 7.                                       | «Wrong Number» (Dub Analogue Exchange Mix) | 5:34     |  |
| 8.                                       | «Wrong Number» (Engaged Mix)               | 6:31     |  |
| 9.                                       | «Wrong Number» (Radio Mix)                 | 4:24     |  |

| Casete |                                        |          |  |
| N.º    | Título                                 | Duración |  |
| 1.     | «Wrong Number» (Single Mix)            | 6:04     |  |
| 2.     | «Wrong Number» (Analogue Exchange Mix) | 4:50     |  |
| 3.     | «Wrong Number» (ISDN Mix)              | 7:08     |  |
| 4.     | «Wrong Number» (Crossed Line Mix)      | 8:34     |  |
| 5.     | «Wrong Number» (P2P Mix)               | 8:12     |  |

| CD promocional Reino Unido |                             |          |  |
| N.º                        | Título                      | Duración |  |
| 1.                         | «Wrong Number» (Radio Mix)  | 4:24     |  |
| 2.                         | «Wrong Number» (Single Mix) | 6:01     |  |

| CD promocional Estados Unidos |                             |          |  |
| N.º                           | Título                      | Duración |  |
| 1.                            | «Wrong Number» (Edit)       | 4:27     |  |
| 2.                            | «Wrong Number» (Single Mix) | 6:03     |  |
| 3.                            | «Audio Biography»           | 0:53     |  |

| CD promocional Reino Unido 2 |                                            |          |  |
| N.º                          | Título                                     | Duración |  |
| 1.                           | «Wrong Number» (Single Mix)                | 6:02     |  |
| 2.                           | «Wrong Number» (Digital Exchange Mix)      | 7:08     |  |
| 3.                           | «Wrong Number» (Dub Analogue Exchange Mix) | 5:34     |  |
| 4.                           | «Wrong Number» (P2P Mix)                   | 8:12     |  |
| 5.                           | «Wrong Number» (Crossed Line Mix)          | 8:34     |  |
| 6.                           | «Wrong Number» (ISDN Mix)                  | 7:07     |  |
| 7.                           | «Wrong Number» (Engaged Mix)               | 6:32     |  |

| Vinilo de 12" Reino Unido |                                            |          |  |
| N.º                       | Título                                     | Duración |  |
| 1.                        | «Wrong Number» (Single Mix)                | 6:04     |  |
| 2.                        | «Wrong Number» (Dub Analogue Exchange Mix) | 5:35     |  |
| 3.                        | «Wrong Number» (Engaged Mix)               | 6:31     |  |
| 4.                        | «Wrong Number» (P2P Mix)                   | 8:12     |  |
| 5.                        | «Wrong Number» (Digital Exchange Mix)      | 7:09     |  |

| Vinilo de 12" Italia |                                        |          |  |
| N.º                  | Título                                 | Duración |  |
| 1.                   | «Wrong Number» (Analogue Exchange Mix) | 4:50     |  |
| 2.                   | «Wrong Number» (Digital Exchange Mix)  | 7:08     |  |
| 3.                   | «Wrong Number» (Dub Analogue Mix)      | 5:34     |  |
| 4.                   | «Wrong Number» (Crossed Line Mix)      | 8:34     |  |
| 5.                   | «Wrong Number» (ISDN Mix)              | 7:08     |  |

## Posicionamiento en listas
| Listas (1997)                        | Mejor posición |
| ------------------------------------ | -------------- |
| Australia (ARIA)                     | 70             |
| Estados Unidos (Alternative Airplay) | 8              |
| Nueva Zelanda (Recorded Music NZ)    | 43             |
| Países Bajos (Mega Single Top 100)   | 88             |
| Reino Unido (UK Singles Chart)       | 62             |

## Músicos
- Robert Smith — guitarra, voz, bajo, teclado
- Jason Cooper — batería.
- Reeves Gabrels — guitarra.